# Dronne
Dronne – rzeka w południowo-zachodniej Francji. Wypływa z Masywu Centralnego niedaleko miejscowości Châlus. Przepływa przez następujące departamenty:
- Haute-Vienne
- Dordogne
- Charente
- Żyronda

Uchodzi i do rzeki Isle w miejscowości Coutras.